# Johnny Kidd
Pour les articles homonymes, voir Kidd.
 (janvier 2021).
Si vous disposez d'ouvrages ou d'articles de référence ou si vous connaissez des sites web de qualité traitant du thème abordé ici, merci de compléter l'article en donnant les références utiles à sa vérifiabilité et en les liant à la section « Notes et références ».
Johnny Kidd, de son vrai nom Frederick Heath, né le 23 décembre 1935 et mort le 7 octobre 1966, est un chanteur et guitariste de rock 'n' roll britannique. Il est l'auteur du classique Shakin' All Over (1960) avec son groupe Johnny Kidd and the Pirates.

## Biographie
Né à Willesden en Angleterre, Johnny Kidd fait ses débuts grâce au skiffle. Il monte plusieurs groupes avant de former les Pirates. Ils jouent des titres de rhythm and blues noir de Bo Diddley ou Arthur Alexander. Ils sortent leur premier 45 tours en 1959 chez HMV : Please Don't Touch / Growl, deux compositions originales de Kidd. Affublé d'un bandeau de pirate sur l'œil, il sort Shakin' All Over en 1960, no 1 en août. Il tourne en 1961 avec Gene Vincent et Vince Taylor et en 1962 avec Jerry Lee Lewis. Incluant toujours de nombreux standards du rhythm & blues dans son répertoire il aura une profonde influence sur les jeunes groupes anglais qui exploseront bientôt.
En 1963, I'll Never Get Over You se classe à la 4e place des meilleures ventes britanniques et Hungry For Love no 20. Ils enchaînent les tournées en compagnie des Rolling Stones, des Ronettes, Manfred Mann, etc. Il réenregistre Shakin' All Over en 1965 et sort son dernier disque en novembre 1966. De retour d'un concert, Johnny Kidd est victime d'un accident de voiture à Bury et meurt sur le coup.

## Influences
Johnny Kidd And The Pirates ont eu une forte influence sur des artistes tels que Dr. Feelgood ou Alain Bashung. Certains membres des Pirates jouèrent ensuite avec d'autres groupes comme Billy J. Kramer & the Dakotas ou The Animals. Shakin' All Over est devenu un classique du rock repris par de nombreux artistes comme Vince Taylor, The Who, Suzi Quatro ou Iggy Pop.

## Divers
- En 1964, Johnny Kidd sort une chanson, signée C.Smith, intitulée Doctor Feelgood. Le titre servira de nom de scène au groupe Dr. Feelgood.
- Les paroles de Gaby oh Gaby d'Alain Bashung en 1980 contiennent la phrase : « J'sens comme un vide, remets-moi Johnny Kidd »[3].
- En 1989, Dick Rivers a publié un album 18 titres intitulé Linda Lu Baker, comportant la chanson  Linda House Baker. Linda Lu est le titre d'une chanson de Johnny Kidd sortie en 1961.

## Discographie

### 45 tours
- Please Don't Touch / Growl (Mai 1959)
- If You Were the Only Girl in the World / Feelin' (1959)
- You Got What It Takes / Longin' Lips (1960)
- Shakin' All Over / Yes Sir, That's My Baby (Juin 1960)
- "Restless"/"Magic of Love" (Septembre 1960)
- "Linda Lu"/"Let's Talk About Us" (Mars 1961)
- "Please Don't Bring Me Down"/"So What" (Septembre 1961)
- "Hurry On Back to Love"/"I Want That" (Janvier 1962)
- "A Shot of Rhythm and Blues" "I Can Tell" (Novembre 1962)
- "I'll Never Get Over You"/"Then I Got Everything" (Juin 1963)
- "Hungry for Love"/"Ecstasy" (Novembre 1963)
- "Always and Ever"/"Dr. Feelgood" (Avril 1964)
- "Jealous Girl"/"Shop Around" (Juin 1964)
- "Whole Lotta Woman"/"Your Cheatin' Heart" (Octobre 1964)
- "The Birds and the Bees"/"Don't Make the Same Mistake I Did" (Février 1965)
- "Shakin' All Over '65"/"I Gotta Travel On" (Mai 1965)
- "It's Gotta Be You"/"I Hate to Get Up in the Morning" (Avril 1966)
- "The Fool"/"Send for that Girl"(Novembre 1966), sorti à titre posthume.

### Albums /CD
- Weep no more, my baby, 1960.
- Lost Album, 1964, réédité en 1992.
- Rocker, 32 titres, plus un 45 tours des Pirates publié en un double album, 1966.
- Memorial Album, EMI Odeon, 1970.
- Your cheatin' heart, EMI Columbia, 1971.
- Johnny Kidd and the Pirates, 25 greatest hits, 1998, EMI Records.
- The Story, EMI, 2000.
- The Classic & Rare, Night & Day, See for miles, 2000.
- At the BBC, The legendary unrealesed sessions 1959-1961 (21 titres en live, son mono), EMI 2004.